# Latxa tête noire
La latxa tête noire (Latxa burubeltza en basque) est une des deux sous-races de latxa, race ovine basque. L'autre sous-race est la latxa tête rousse (Latxa burugorria en basque).

## Origine
Elle fait partie des races ovines du Pays basque à toison longue qui n'ont pas été croisées avec du sang de mérinos à cause d'une interdiction d'importation d'animaux exogènes. Elle est élevée depuis longtemps dans les provinces basques de Biscaye et du Guipuscoa.

## Morphologie
Elle porte une toison à poils très longs, presque à toucher par terre. Les poils courts de la tête sont colorés en noir. Le bélier possède des cornes torsadées qui entourent les oreilles. La latxa tête noire mesure 75 cm au garrot.